# Sparks Fly (bài hát)
"Sparks Fly" là một bài hát của ca sĩ kiêm sáng tác âm nhạc người Mỹ Taylor Swift, nằm trong album thứ ba của cô, Speak Now (2010). Swift đã viết bài hát này trước khi phát hành album phòng thu đầu tiên mang chính tên cô vào năm 2006, nhưng cô chỉ đưa nó vào album phòng thu thứ ba của mình sau khi nhận được những lời đề nghị của fan về việc phát hành bài hát. "Sparks Fly" được phát trên các đài phát thành nhạc đồng quê ở Mỹ vào ngày 18 tháng 7 năm 2011. Bài hát sau đó được hãng Big Machine Records phát hành dưới dạng phiên bản đĩa đơn CD giới hạn trên trang web chính thức của Swift vào ngày 10 tháng 8 năm 2011 như là đĩa đơn thứ năm trích từ Speak Now. Được sản xuất bởi Swift và cộng sự lâu năm của mình, Nathan Chapman, "Sparks Fly" là một bản nhịp độ nhanh kết hợp giữa những phong cách âm nhạc của country, pop rock và arena rock, trong đó sử dụng nhiều nhạc cụ như guitar điện giàu năng lượng, tiếng violin tinh tế và tiếng trống bùng nổ, với nội dung đề cập đến việc phải lòng một ai đó nhưng có thể không thích hợp để làm điều đó.
Sau khi phát hành, "Sparks Fly" đã có được những lới nhận xét đa chiều từ các nhà phê bình. Một số người tin rằng bài hát bài hát có thể khiến không gian xung quanh bị cuốn theo Taylor Swift và khen ngợi bài hát, trong khi những người khác nói rằng Taylor Swift đang trải qua điều mà họ gọi là "kiệt sức" và cho rằng ca khúc này thật đáng quên. Một số khác ca ngợi tính trữ tình của bài hát và cho rằng bài hát đã vượt qua giới hạn giữa nhạc pop và nhạc đồng quê. Trước khi phát hành đĩa đơn, bài hát đứng thứ 17 tại Billboard Hot 100 với phần lớn doanh thu thu được từ doanh thu tải nhạc số. Ngoài ra, cũng ở thời điểm trước khi đĩa đơn được phát hành, bài hát đã đứng thứ 28 trên Canadian Hot 100. Bài hát sau đó lại xuất hiện trên BXH Billboard Hot 100 và đứng ở vị trí 84 sau khi đĩa đơn được phát hành.
Video âm nhạc cho "Sparks Fly", do Christian Lamb làm đạo diễn, được phát hành vào ngày 10 tháng 8 năm 2011. Phần lớn video là những cảnh quay từ chuyến lưu diễn Speak Now World Tour (2011–12) của cô; hầu hết cảnh quay được quay tại bốn địa điểm dừng chân, trong đó có buổi biểu diễn ở Newark, New Jersey . Xuyên suốt video, Swift biểu diễn cùng nhiều nghệ sĩ sân khấu, vũ công và nghệ sĩ nhào lộn, thông qua nhiều lần thay đổi trang phục và nhiều phân cảnh được quay chậm. Swift đã đưa bài hát vào danh sách bài hát trình diễn cố định của hia chuyến lưu diễn Speak Now World Tour (2011–2012) và The Red Tour (2013–2014), đồng thời biểu diễn nó vào một số đêm diễn nhất định trong các chuyến lưu diễn The 1989 World Tour (2015) và Reputation Stadium Tour (2018) của cô ấy.

## Danh sách track
- Limited Edition CD single

1. "Sparks Fly" – 4:20

## Bảng xếp hạng
| Bảng xếp hạng (2010–11)    | Vị trí xếp hạng |
| -------------------------- | --------------- |
| Canadian Hot 100           | 28              |
| US Billboard Hot 100       | 17              |
| US Billboard Country Songs | 1               |